# La principessa del Nilo
La principessa del Nilo (Princess of the Nile) è un film del 1954 diretto da Harmon Jones.
È un film d'avventura in costume statunitense con Debra Paget, Jeffrey Hunter e Michael Rennie. È ambientato nel Medioevo nel 1249.

## Trama
Egitto, anno 1249, il principe Haidi, figlio del califfo di Bagdad è in viaggio verso casa per annunciare le proprie vittorie.
Si ferma nella città di Helwan dominata dal tiranno Rama Khan e dove la principessa Shalimar di notte diventa la ballerina Taura sperando di organizzare la rivolta contro il tiranno.

## Produzione
Il film, diretto da Harmon Jones su una sceneggiatura di Gerald Drayson Adams, fu prodotto da Robert L. Jacks per la Panoramic Productions e girato a Norfolk, Virginia, e nei RKO-Pathé Studios a Culver City, in California dal marzo all'aprile 1954.
Il film doveva originariamente essere interpretato da Marilyn Monroe e prodotto dalla Twentieth Century-Fox. Il progetto passò poi alla Panoramic Productions di Leonard Goldstein e fu messa in cantiere una produzione minore con la Twentieth Century-Fox che passò a curare la sola distribuzione.

## Distribuzione
Il film fu distribuito con il titolo Princess of the Nile negli Stati Uniti nel luglio del 1954 (première a New York l'11 giugno 1954) al cinema dalla Twentieth Century Fox.
Altre distribuzioni:
- in Portogallo il 31 maggio 1955 (A Princesa do Nilo)
- in Finlandia il 24 giugno 1955 (Niilin prinsessa)
- in Germania Ovest il 26 luglio 1955 (Prinzessin vom Nil)
- in Austria nel settembre del 1955 (Prinzessin vom Nil)
- in Svezia il 19 settembre 1955 (Striden om ökenstaden)
- in Brasile (A Princesa do Nilo)
- in Grecia (I prigipissa tou Neilou)
- in Venezuela (La princesa del Nilo)
- in Jugoslavia (Priceza Nila)
- in Belgio (Princes van de Nijl e Princesse du Nil)
- in Italia (La principessa del Nilo)

## Promozione
La tagline è: "Shalimar THE FLAME THAT IGNITED EGYPT! (original print ad - almost all caps)".